# Heiko Westermann
Pour les articles homonymes, voir Heiko et Westermann.
Heiko Westermann est un  ancien footballeur professionnel allemand né le 14 août 1983 à Alzenau, Allemagne. Il jouait principalement au poste de défenseur central mais a évolué au cours de sa carrière aux postes d'arrière gauche, arrière droit et milieu de terrain.
International allemand, Heiko Westermann a fait partie de l'équipe d'Allemagne, finaliste de l'Euro 2008

## Carrière

### En club
Heiko Westermann fait ses débuts professionnels en Bundesliga 2 sous les couleurs du SpVgg Greuther Fürth en janvier 2003. Après 3 saisons et 92 matchs joués sous les couleurs de Fürth, il rejoint l'Arminia Bielefeld tout juste promu en Bundesliga en 2005. Il dispute tous les matchs de la saison en championnat et en coupe lors de cette première saison sous ses nouvelles couleurs. La saison suivante, il n'en manque qu'un seul. 
En 2007, il est transféré au FC Schalke 04. Sa saison 2007/2008 sous les couleurs du club de Gelsenkirchen est très complète: il dispute 31 matchs de championnat dont la plupart comme titulaire, et tous les matchs du club en Ligue des Champions. Très adroit devant les buts, la saison suivante, il est souvent aligné milieu de terrain et s'illustre en marquant des buts importants: il signe ainsi les deux buts de la victoire contre Hanovre 96 en Coupe d'Allemagne, marque un but lors de trois matchs consécutifs de Bundesliga
Très polyvalent, capable de jouer à tous les postes de la défense ou en milieu de terrain,  il participe souvent au jeu offensif et se fait connaître pour son efficacité comme buteur (6 buts en 33 matchs lors de la saison 2008-2009). Au début de la saison 2009-2010, il est nommé capitaine du FC Schalke 04 par Felix Magath. Cependant, la santé financière précaire du club de Gelsenkirchen l'oblige à se séparer de certains gros salaires, dont celui de Westermann. 
Le 22 juillet 2010, il signe un contrat de cinq ans avec le Hamburger SV contre un chèque d'un peu moins de 7 millions d'euros. À peine arrivé à Hambourg, il est intronisé capitaine de l'équipe. Il est toutefois déchu du brassard en avril 2013 au profit de Rafael van der Vaart, à la suite notamment de la débâcle en Bundesliga contre le Bayern Munich (2-9).
Après cinq saisons sous les couleurs du club hanséatique, le défenseur central s'engage pour deux saisons avec le Betis Séville, tout juste promu en Liga, en 2015. Il reçoit dans ce club le premier carton rouge de sa carrière, le 28 novembre 2015 contre Levante. A l'issue de la saison 2015-2016, il rejoint les rangs de l'Ajax Amsterdam en Eredivisie. Il n'arrive cependant pas à s'imposer dans le club et ne joue que 4 matchs lors de la saison 2016-2017. A bientôt 32 ans, il signe un contrat de deux ans en juillet 2017 pour le FK Austria Vienne. Une blessure au genou l'oblige en avril 2018 à mettre un terme à sa carrière professionnelle de footballeur. 

### En équipe nationale
Remarqué par Joachim Löw, sélectionneur de l'équipe d'Allemagne, il honore sa première sélection en février 2008 contre l'Autriche. 
Retenu dans le groupe qui participe à l'Euro 2008 avec la Mannschaft, il n'est cependant pas titulaire lors du tournoi remporté par l'Espagne, Christoph Metzelder lui étant préféré. Néanmoins, toujours aussi régulier en club, il est souvent aligné comme titulaire lors des qualifications pour la Coupe du monde 2010 et est mis en concurrence avec Serdar Taşçı.
Il est retenu dans la présélection de joueurs choisie pour disputer la Coupe du monde 2010. Une blessure contractée à la fin d'un match de préparation contre la Hongrie, le contraint à déclarer forfait pour le tournoi.
Il est rappelé lors des qualifications pour l'Euro 2012, et est aligné à de nombreuses reprises à la fin de l'année 2010. Ce sont ses dernières sélections avant une éclipse de plus de deux ans en équipe nationale. Joachim Löw, sélectionneur de l'équipe d'Allemagne, choisit de se passer de lui et il ne connaît plus de sélections en 2011 et 2012. Cependant, il est rappelé et titularisé pour un match amical contre l'équipe d'Equateur, le 29 mai 2013. Deux autres matchs amicaux suivent dans la même année mais ce retour timide en sélection n'a pas de suite. Après un match amical contre l'équipe d'Angleterre, le 19 novembre 2013, il n'est plus rappelé. 

### Listes des buts internationaux
| | Date             | Lieu                                                        | Adversaire          | Score | Résultat | Compétition                             | Minute | Détails       |
| --- | ---------------- | ----------------------------------------------------------- | ------------------- | ----- | -------- | --------------------------------------- | ------ | ------------- |
| 1 | 6 septembre 2008 | Rheinpark Stadion, Vaduz, Liechtenstein                     | Liechtenstein       | 0-6   | 0-6      | Éliminatoires de la Coupe du monde 2010 | 86e    | de la tête    |
| 2 | 2 juin 2009      | Stade Al-Maktoum, Dubaï, Émirats arabes unis                | Émirats arabes unis | 0-1   | 2-7      | match amical                            | 29e    | du pied droit |
| 3 | 7 septembre 2010 | RheinEnergieStadion, Cologne, Allemagne                     | Azerbaïdjan         | 1-0   | 6-1      | Eliminatoires Euro 2012                 | 28e    | du pied droit |
| 4 | 2 juin 2013      | Robert F. Kennedy Memorial Stadium, Washington , États-Unis | États-Unis          | 2-1   | 4-3      | match amical                            | 52e    | de la tête    |
| Total: 4 buts inscrits (2 du pied droit et 2 de la tête) en 27 sélections entre le 6 février 2008 et le 19 novembre 2013 |                  |                                                             |                     |       |          |                                         |        |               |

## Palmarès
- Avec l'Allemagne  :
  - Finaliste de l'Euro 2008

- Avec Schalke :
  - Vice-Champion d'Allemagne en 2010